# Hugo Kamras
Hugo Kamras, född 30 april 1913 i Malmö, död 23 juni 1988 i Stockholm, var en svensk litteraturvetare och författare.
Han disputerade i Stockholm 1942 på avhandlingen Den unge Heidenstam. Han var sedan verksam som litteraturkritiker och kåsör i Aftonbladet, BLM, Svenska Dagbladet och andra tidningar och tidskrifter. Han rapporterade också om teater i Paris för Sveriges radio och översatte pjäser för Radioteatern.

## Böcker
- Den unge Heidenstam: personlighet och idéutveckling (Geber, 1942) [Diss. Stockholms högskola]
- Poeter på hästryggen (teckningar av Olof Isæus) (1947)
- I franskt sällskap (Geber, 1951)
- Om Proust och några till (Almqvist & Wiksell/Geber, 1956)
- Människor och skådespel (Geber, 1962)
- Människan, ett träd ...: essäer om franska författare (Beckman, 1969)